# Лансделл, Генри
Генри Лансделл (англ. Henry Lansdell, 10 января 1841, Тентерден, Кент — 4 октября 1919, Лондон) — британский протестантский миссионер и путешественник.

## Биография
Родился в семье директора школы, получил богословское образование. В 1867 году стал дьяконом, в 1868 году стал священником Церкви Англии. В 1875 году основал журнал для священников Clergyman’s Magazine и редактировал его до 1883 года. 
В 1874 году отправился в миссионерское путешествие в Данию, Швецию, Российскую империю, откуда он возвратился через Пруссию. Везде он раздавал религиозные публикации. В 1876 году он отправился в Норвегию и Швецию. В 1877 году он путешествовал в Венгрии и Трансильвании, в 1878 году вновь посетил Россию. В 1879 году он совершил путешествие через Азию, включая Россию и Японию, в Сан-Франциско. Он роздал громадное количество библий и евангелий на 20 языках.
В 1880 году он посетил гору Арарат, а в 1882 году совершил путешествие в российскую Среднюю Азию и Сибирь. Ему оказывали содействие российские власти, которые позволили ему посетить каторжные тюрьмы в Сибири. Об этом путешествии Лансделл написал ряд книг, имевших немалый успех. Однако российские политические эмигранты обвиняли его в том, что он изобразил сибирскую каторгу в приукрашенном виде.
В 1888 году Лансделл отправился в Тибет, он пытался попасть туда из Индии, а затем из Китая, но его в Тибет не пустили. 
В 1876 году  Лансделл стал членом Королевского географического общества. В 1880 году он стал членом Британской ассоциации содействия развитию науки и участвовал в его работе. Он также был членом Королевского азиатского общества.